# 马尔科姆·蒂尔尼
马尔科姆·蒂尔尼（英語：Malcolm Tierney，1938年2月25日—2014年2月18日），是一名英国演员，他在1964年开始演艺生涯，并在电影、电视剧和舞台上表演不同角色。他出生于曼彻斯特。
2014年2月18日去世，享年75岁。

## 其他链接
- 马尔科姆·蒂尔尼在互联网电影资料库（IMDb）上的資料（英文）